# Why We Fight
Cet article concerne le documentaire de 2005. Pour les films sortis en 1942-1945, voir Pourquoi nous combattons (série de films).
Pour plus de détails, voir Fiche technique et Distribution.
Why We Fight est un film documentaire réalisé en 2005 par Eugene Jarecki sur le complexe militaro-industriel aux États-Unis. Le titre fait référence aux films de propagande éponymes de la Seconde Guerre mondiale commandés par le gouvernement américain pour justifier sa décision d'entrer en guerre contre les puissances de l'Axe.
Why We Fight est projeté pour la première fois au festival du film de Sundance le 17 janvier 2005, soit quarante-quatre ans jour pour jour après le discours d'adieu du président Dwight D. Eisenhower. Bien qu'il ait remporté le Grand prix du jury, le film bénéficie d'une sortie en salles publique limitée, le 22 janvier 2006. Il remporte également le prix Grimme 2006 dans le cadre du concours « Information & Culture »  -un des plus prestigieux d'Allemagne pour les productions télévisuelles- et un Peabody Award en 2006.

## Synopsis
Why We Fight décrit la montée en puissance et le maintien du complexe militaro-industriel américain et son implication pendant 50 ans dans les guerres menées par les États-Unis, de la fin de la Seconde guerre mondiale jusqu'aux années 2000, en s'intéressant plus particulièrement à son rôle dans l'invasion de l'Irak en 2003. Le film s'ouvre par le discours d'adieu du président Dwight D. Eisenhower en 1961, mettant en garde ses concitoyens contre le pouvoir nouveau du complexe militaro-industriel. Le documentaire affirme qu'au cours de chaque décennie depuis la Seconde Guerre mondiale, le public américain a été induit en erreur par le gouvernement en place afin de pouvoir mener des guerres et ainsi alimenter le complexe militaro-industrielle, pierre angulaire de l'économie américaine, maintenant par ailleurs la domination américaine au niveau géopolitique dans le monde. Les hommes politiques John McCain et Richard Perle, le politologue et ancien analyste de la CIA Chalmers Johnson, l'éditorialiste néoconservateur William Kristol, l'écrivain Gore Vidal et l'expert en politiques publiques Joseph Cirincione sont interrogés à ce sujet dans le documentaire.

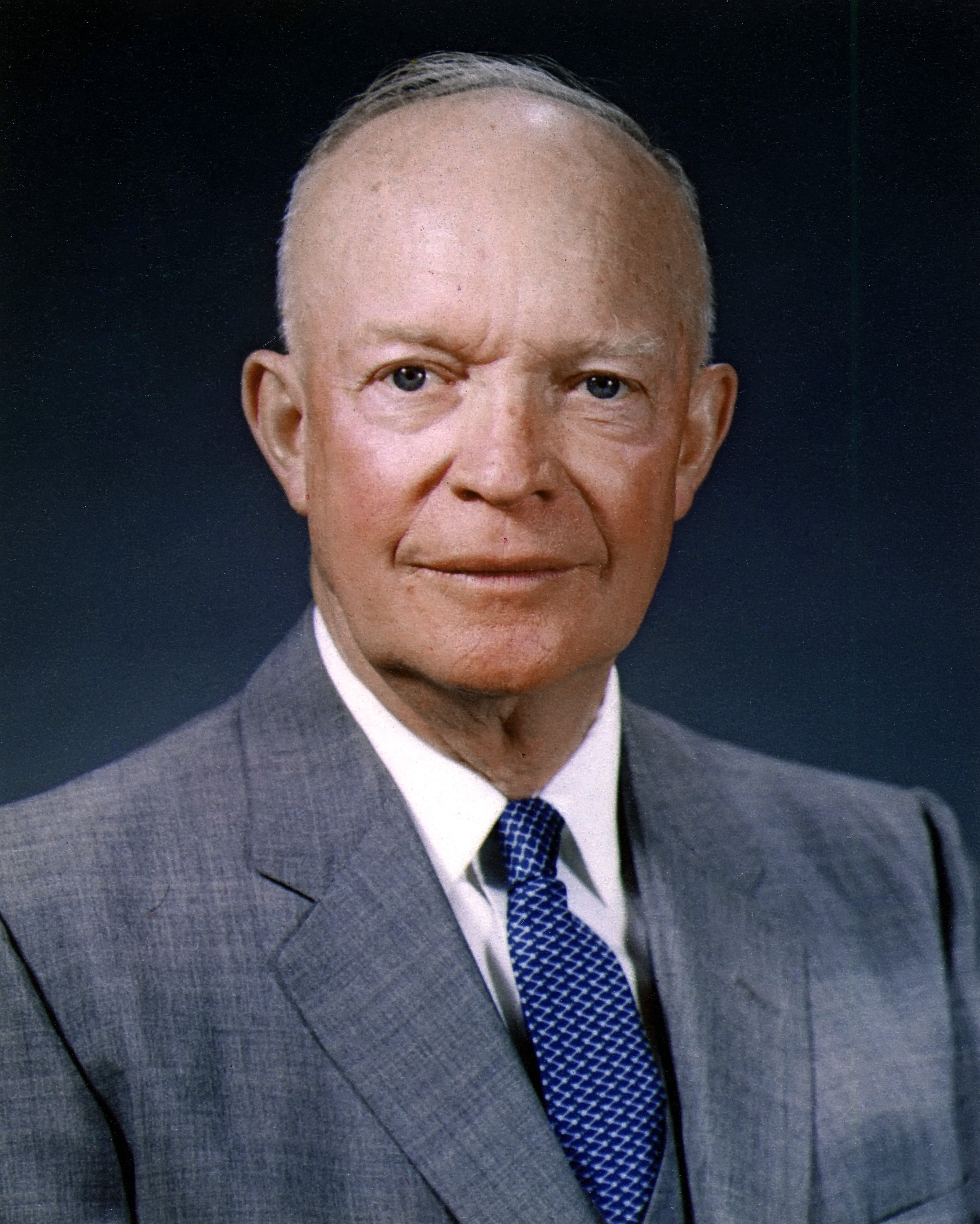
Portrait officiel de Dwight D. Eisenhower, 1959.

Why We Fight documente les conséquences de cette politique étrangère avec les témoignages d'un vétéran de la guerre du Vietnam dont le fils a été tué lors des attentats du 11 septembre 2001 et qui a ensuite demandé à l'armée d'écrire le nom de son fils décédé sur une bombe à larguer en Irak ; d'un New-Yorkais de 23 ans qui s'est enrôlé dans l'armée américaine parce qu'il était pauvre et endetté, sa décision étant motivée par la mort de sa mère ; et d'un militaire scientifique spécialiste des explosifs arrivé aux États-Unis en tant qu'enfant réfugié de la guerre du Vietnam en 1975.

## Titre
Le titre Why We Fight fait référence aux films de propagande éponymes réalisés par Franck Capra durant la Seconde Guerre mondiale et commandés par le gouvernement américain pour justifier sa décision d'entrer en guerre contre les forces de l'Axe.

## Montage
Le réalisateur Eugene Jarecki choisit de croiser images d'archive sur l'histoire militaire et politique des Etats-Unis avec des interviews récentes de différentes personnes civiles et militaires, célèbres ou inconnues. Par ailleurs il n'y a pas de voix de commentaire dans la version sortie en salle, seulement les paroles des interviewés,. Dans la version DVD une voix de commentaire est ajoutée dans certaines séquences.

## Producteurs
La liste des producteurs comprend « plus d'une douzaine d'organisations, de la Société Radio-Canada à la BBC du Royaume-Uni, en passant par ETV en Estonie et de nombreux diffuseurs européens », mais aucun nom américain. Le Sundance Institute a cependant fourni un financement pour l'achèvement du projet. L'écrivain et réalisateur Eugene Jarecki déclare que « un examen sérieux d'Eisenhower et des conséquences de son discours se sont révélés « trop radicaux » pour les producteurs américains potentiels » et qu'à l'exception de Sundance, il « ne pouvait pas lever un dollar aux États-Unis ».

## Intervenants

### Personnalités politiques
- John McCain, sénateur américain de 1986 à 2008, ancien pilote de l'US Navy et prisonnier de guerre du Vietnam.
- Richard Perle, ancien conseiller politique de Ronald Reagan dans les années 1980, président du Conseil de politique de défense du Pentagone de 2001 à 2003, il est l'un des architectes de la politique étrangère de l'administration George W. Bush. En tant qu'écrivain, il publie régulièrement dans des journaux d'information conservateurs.
- William Kristol, rédacteur en chef de The Weekly Standard, théoricien politique identifié au mouvement néoconservateur, cofondateur du groupe de réflexion Project for the New American Century en 1997.

### Civils
- Joseph Cirincione (en), associé principal et directeur du projet de non-prolifération, Carnegie Endowment for International Peace, Washington, DC.
- Gwynne Dyer, historienne militaire, écrivaine et journaliste qui a travaillé pour les armées canadienne, britannique et américaine. Il a publié des livres, des articles, des documents d'information et anime une série radiophonique sur les affaires internationales.
- Susan Eisenhower, petite-fille du président Eisenhower, chercheuse titulaire à la direction des programmes de l'Institut Eisenhower. Elle en est à sa troisième nomination à la Commission sur la sécurité internationale et le contrôle des armements de l'Académie nationale des sciences.
- John Eisenhower, fils du président Eisenhower, historien militaire, membre du personnel de la Maison-Blanche sous l'administration de son père. Il est général de brigade à la retraite et a été ambassadeur des États-Unis en Belgique de 1969 et 1971.
- Chalmers Johnson, Central Intelligence Agency 1967-1973, politologue. Avec une carrière de cinquante ans en politique étrangère, il est président du Japan Policy Research Institute. Chercheur à l'Université de Californie, il publie de nombreux articles et livres.
- Charles Lewis, du Center for Public Integrity. Fondateur et ancien directeur exécutif du Center for Public Integrity, une organisation de surveillance non partisane et à but non lucratif créée en 1989, qui enquête et rend compte de ses recherches sur les politiques publiques américaines.
- Wilton Sekzer, sergent de police à la retraite, département de police de la ville de New York, vétéran du Vietnam, mitrailleur de porte du 13e bataillon d'aviation de combat, dont le fils a été tué le 11 septembre. Après les attentats, il affirme que l'administration Bush lui a fait croire que Saddam Hussein en est responsable. Il envoie un courrier électronique à toutes les branches de l'armée américaine, demandant si le nom de son fils peut être écrit sur une bombe destinée à être larguée sur l'Irak. Plus tard, il dit ne pas savoir s'il doit regretter ses actes, après avoir entendu le président Bush affirmer qu'il ne sait pas pourquoi les gens ont l'idée qu'il y a un lien entre Saddam Hussein et les attentats du 11 septembre.
- William Solomon, militaire de vingt-trois ans. Déployé en Irak le 10 janvier 2005, pendant 18 mois, comme mécanicien d'hélicoptère. On voit Salomon et un spécialiste discutant avec des entraîneurs de basket-ball au Koweït au Camp Virginia. Les entraîneurs sont en route pour l'Irak pour participer à l'Opération Hardwood 5, un programme qui amène des entraîneurs de basket-ball américains auprès des troupes américaines au Moyen-Orient[5].
- Frank « Chuck » Spinney, analyste militaire à la retraite, ingénieur en mécanique formé à l'Université de Lehigh, a travaillé dans l'USAF, dans l'Ohio, avant de travailler au Bureau d'analyse et d'évaluation des programmes du Pentagone en 1977. Il est devenu un critique sévère du Pentagone, plus tard connu sous le nom de « Conscience du Pentagone », lorsqu'il a attaqué l'augmentation vertigineuse des dépenses dans le rapport Defense facts of life, publié en 1982, plus tard connu sous le nom de « Rapport Spinney », ce qui lui a valu la une du magazine Time.
- Gore Vidal, écrivain, dramaturge, scénariste, romancier et essayiste, il écrit des livres sur la politique étrangère américaine expliquant l'impérialisme américain, notamment Imperial America: Reflections on the United States of Amnesia (2004).

### Militaires
- « Fuji » et « Tooms », pilotes de chasse furtifs de l'US Air Force (USAF). Ils ont largué les premières bombes sur la ville de Bagdad, au commencement de la guerre en Irak en 2003.
- Colonel Richard Treadway, commandant de l'escadron de chasseurs furtifs de l'USAF ; vice-commandant de la 49e Escadre de chasse de l'USAF.
- Colonel Walter W. Saeger, Jr., directeur, Direction des munitions de l'USAF : Directeur des munitions air-sol, Ogden Air Logistics Center, Hill Air Force Base dans l'Utah.
- Karen Kwiatkowski, lieutenant-colonel à la retraite du Pentagone de l'USAF travaillant avec la National Security Agency.
- James G. Roche, secrétaire de l'Armée de l'Air, vingtième secrétaire de l'Armée de l'Air des États-Unis.
- Nguyet Anh Duong, inventeur de la bombe thermobarique anti-bunker, réfugié du Sud Vietnam.

### Commentateur (version DVD)
- Colonel Lawrence Wilkerson, chef d'état-major auprès du secrétaire d'État Colin Powell. De 1984 à 1987, Wilkerson est assistant exécutif de l'amiral Stewart A. Ring, USN, directeur de la stratégie et de la politique (J5) USCINCPAC. Dans les années 1990, le colonel Wilkerson est directeur de l'USMC War College, à Quantico, en Virginie. Il écrit régulièrement sur les affaires militaires et de sécurité nationale dans des revues grand public et professionnelles[6].

## Réception

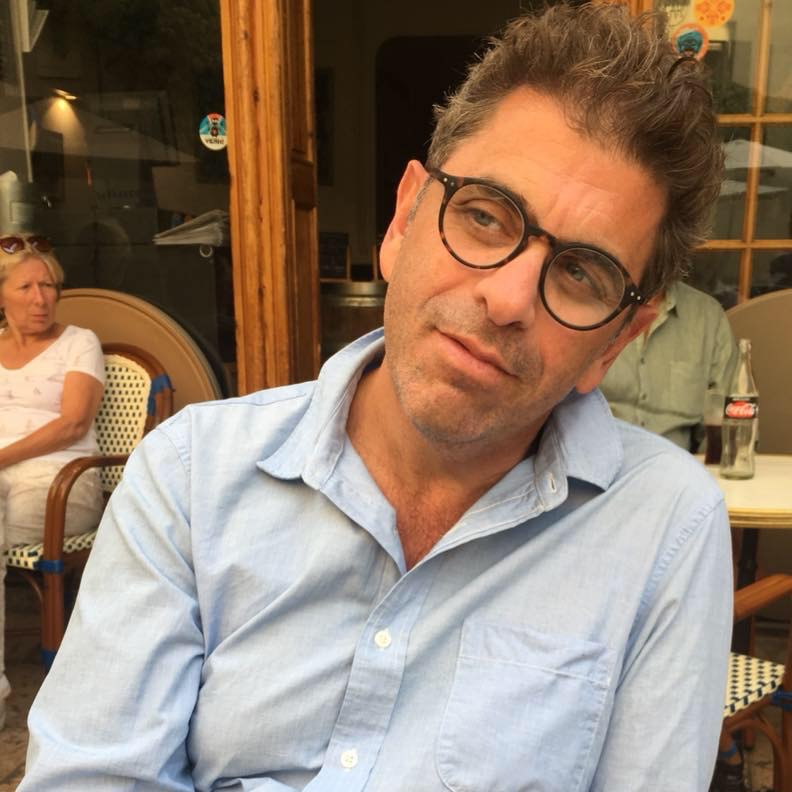
Le réalisateur Eugene Jarecki en 2019.

Le documentaire est bien accueilli par la gauche américaine. Lors de l'avant première en janvier 2006 les critiques new-yorkaises sont très enthousiastes et compare Jarecki à Michael Moore.

## Prix et récompenses
- Grand prix du jury du meilleur documentaire au festival du film de Sundance, en 2005[7].
- Eugene Jarecki et Susannah Shipman remportent le prix Seeds of War au Full Frame Documentary Film Festival, en 2005
- Prix Adolf Grimme en 2006[8].
- Peabody award, en 2006[9].

### Documentaires
- The Ground Truth, un film documentaire de 2006 sur les vétérans de la guerre en Irak.
- We Are Many, un film documentaire de 2014 sur la journée mondiale de protestation de février 2003 contre la guerre en Irak (en).